# Ко Адріансе
Ко Адріансе (нід. Co Adriaanse, МФА: [ˈkoː ˈaːdriˌjaːnsə]; нар. 21 липня 1947, Амстердам) — нідерландський футболіст, захисник клубів «Де Волевейккерс» та «Утрехт».
Згодом — футбольний тренер, відомий роботою з цілою низкою європейських футбольних команд.

## Ігрова кар'єра
У дорослому футболі дебютував у 1964 році виступами за команду клубу «Де Волевейккерс», в якій провів шість сезонів.
У 1970 році перейшов до клубу «Утрехт», за який відіграв 6 сезонів. Більшість часу, проведеного у складі «Утрехта», був гравцем захисту основного складу команди. Завершив професійну кар'єру футболіста виступами за команду «Утрехт» у 1976 році.

## Кар'єра тренера
По завершенні виступів на полі залишився у футболі, працював тренером та скаутом. 1984 року прийняв пропозицію очолити команду аутсайдера нідерландського вищого дивізіону «Зволле», з якою пропрацював до 1988. Згодом, протягом 1988—1992 років був головним тренером «АДО Ден Гаг».
1992 року приєднався до тренерського штабу амстердамського «Аякса», в якому протягом наступних п'яти сезонів відповідав за підготовку однієї з юнацьких команд. Згодом, у 2000, прийшов до «Аякса» вже як головний тренер основної команди, попередньо встигнувши попрацювати на чолі команди клубу «Віллем II». У своєму дебютному сезоні на чолі «Аякса» привів команду лише до третього місця в національному чемпіонаті, а після невдалого старту амстердамців й у наступному сезоні, 29 листопада 2001 року Адріансе було звільнено.
2002 року очолив алкмарський «АЗ». Команда під керівництвом Адріансе швидко прогресувала. Після десятого місця в сезоні 2002/03 вже за результатами наступного сезону «АЗ» отримав право участі у єврокубках, виборовши п'яту позицію у чемпіонаті Нідерландів. Більшу частину сезону 2004/05 команда Адріансе перебувала на другому місці турнірної таблиці та лише наприкінці змагання змістилася на третю сходинку.
Вже досить успішний нідерландський спеціаліст привернув увагу керівництва «Порту» і у травні 2005 року отримав свою першу роботу за кордоном, очоливши команду цього португальського клубу. Провів на чолі команди з Порту лише один сезон, який був ознаменований «золотим дублем» — перемогою в національному чемпіонаті та розіграші Кубка країни. Незважаючи на досягнутий успіх, влітку 2006 нідерландець залишив португальський клуб, пішовши у відставку.
Наступним місцем роботи Адріансе став донецький «Металург», команду якого тренер очолив у грудні 2006. Перебування нідерландця в Україні виявилося нетривалим — під його керівництвом «металурги» провели лише десять матчів чемпіонату, в яких лише двічі змогли здобути перемогу. У травні 2007, за чотири тури до завершення чемпіонату України, Адріансе пішов у відставку.
Вже за три місяці, у серпні 2007, Адріансе уклав однорічний контракт з катарським «Аль-Саддом». До кінця контракту спеціаліст у Катарі не пропрацював, натомість вже на початку 2008 року повернувся до Європи, де очолив команду австрійського «Ред Булла».
На початку 2010 року повертався до Катару, де протягом 14 місяців працював з місцевою олімпійською збірною.
Наразі останнім місцем тренерської роботи Ко Адріансе був нідерландський «Твенте», команду якого він очолював у другій половині 2011 року.

## Титули і досягнення

### Тренерські
- Чемпіон Португалії (1):

«Порту»: 2005/06
- Володар кубка Португалії (1):

«Порту»: 2005/06
- Чемпіон Австрії (1):

«Ред Булл»: 2008/09
- Володар Суперкубка Нідерландів (1):

«Твенте»: 2011